# Сторожук Руслан Васильович
Руслан Васильович Сторожук — начальник Управління Служби безпеки України в Чернівецькій області (2015—2019). Генерал-майор.

## Життєпис
Закінчив фізичний факультет Чернівецького національного університету імені Юрія Федьковича та Академію СБУ за спеціальністю «правознавство».
З 1993 по 2010 роки проходив службу на посадах оперативного та керівного складу в структурах СБУ.
У вересні 2010 року, звільнившись у запас, створив та очолив охоронне детективне агентство «Гарант».
З березня 2015 по червень 2019 року на посаді начальника Управління Служби безпеки України в Чернівецькій області